# Cosmia nigrimaculata
Cosmia nigrimaculata là một loài bướm đêm trong họ Noctuidae.